# Гуровский, Игнатий
Игнатий Гуровский (17 мая 1812, Калиш — 18 апреля 1887, Париж) — польский аристократ, обладатель титулов графа Гуровского, герцога Поссена, сеньора Алледорф а после его свадьбы с племянницей короля Фердинанда VII Изабеллой Фернандой — также и гранда Испании.

## Биография
Представитель польского дворянского рода Гуровских герба «Вчеле». Второй сын графа Владислава Гуровского (1769—1818) и Геновефы Целецкой. Внук последнего каштеляна познанского Рафала Гуровского и младший брат Адама.
Он учился в университетах Варшавы и Гейдельберга. В 1834 году обосновался в Париже, где он вёл довольно фривольную жизнь вместе с приятелем, маркизом де Кюстином, в чьем доме жил в течение пяти лет.
В Париже Гуровский познакомился с испанской инфантой Изабеллой Фернандой де Бурбон, дочерью Франциско де Паула де Бурбона и Луизы Карлоты Бурбон-Сицилийской, соответственно, племянницей короля Фердинанда VII. Связь молодых людей повлекла за собой скандал в высших кругах испанского общества, и вынудила влюбленных бежать и вступить в тайный брак. Семья инфанты долго сопротивлялась союзу Луизы Фернанды с Гуровским, но, в конце концов, смирилась, и молодой семье, обосновавшейся в Брюсселе, было назначено ежегодное содержание. Гуровскому пожаловали титул Гранда Испании и отправили ко двору императора Наполеона III в качестве представителя Изабеллы II.
У пары было восемь детей:
- Мария Луиза Гуровская и Бурбон (Брюссель, 11 сентября 1842 — Мадрид, 10 декабря 1877) замужем за Висенте Бельтраном де Лис и Деррет, имела потомство;
- Карлос, граф Гуровский (Брюссель, 20 марта 1846 — Брюссель, 16 июля 1846)
- Мария Изабелла Гуровская и Бурбон (Брюссель, 10 июня 1847 — 21 февраля 1925), замужем за Чарльзом Аланом-Перкинсом, во втором браке за Хосе Мария Диаз-Мартин и Торнерия, от первого брака имела детей;
- Фернандо Гуровский и Бурбон, 1-й маркиз де Бондад-Реал (Брюссель, 6 апреля 1848 — Аморебьета-Эчано, 4 ноября 1875) умер холостым и бездетным;
- Карлос Гуровский и Бурбон (1854—1856)
- Августо Гуровский и Бурбон (Мадрид, р. 1855)
- Луис Гуровский и Бурбон (Мадрид, р. 1856)
- Мария Кристина Гуровская и Бурбон (р. 1845), замужем за Бартоломео де Коста Маседо Гиральдес Барба де Менезес, имела потомство.

Игнатий Гуровский умер в 1887 в Париже, куда семья переехала годом ранее. Похоронен на кладбище Пер-Лашез.